# Wólka
Wólka [pronunciación en polaco: /ˈvulka/] es un pueblo ubicado en el distrito administrativo de Gmina Wartkowice, dentro del Distrito de Poddębice, Voivodato de Łódź, en Polonia central. Se encuentra aproximadamente a 2 kilómetros al este de Wartkowice, a 11 kilómetros al noreste de Poddębice, y a 38 kilómetros al noroeste de la capital regional Łódź.